# ムオンラー県
ムオンラー県（ムオンラーけん、ベトナム語：Huyện Mường La / 縣芒羅?）は、ベトナム社会主義共和国ソンラ省の県。面積は1,407.9 km²、人口は101,000人（2019年）である。

## 行政区画
1市鎮15社を管轄する。